# Samael
Samael (heb. סמאל‎), arkanđeo u talmudskoj tradiciji; Židovi ga smatraju knezom demona. Predstavlja demona bure, a i samo mu ime označava pustinjski vihor. Optužitelj je, zavodnik i uništavač. Dovodi se u vezu sa Sotonom. Uzevši lik zmije, on je bio taj koji je doveo Evu u iskušenje u Rajskom vrtu, a s prvom Adamovom ženom Lilit začeo je velik broj demona. Isto tako, pokušao je odvratiti Abrahama od žrtvovanja Izaka, a Saru je obavijestio o žrtvovanju zbog čega je ona umrla od bola.